# 恩纳基科技
恩纳基科技（Energid Technologies）是一家以机器人, 机器视觉和遥控技术为主的科技公司. 总部在美国马萨诸塞州的剑桥市。曾为航空航天，农业，交通，国防，医疗行业的科技机器人应用开发工具。